# 山中乔
山中乔（山中ジョー，Yamanaka "Joe" Akira，别名乔山中，1946年9月2日—2011年8月7日），本名山中明，生於神奈川縣横滨市，日本的著名演唱家、演员，是美裔日本人，牙买加和日本血统各一半，其音域能跨越3个八度。
山中乔是1977年日本电影《人性的证明》的男主角焦尼的扮演者、《草帽歌》的词翻译者和原唱者（作词是日本著名诗人西条八十）。
山中乔于2011年8月7日逝世，享年64岁。